# 硒酸铒
硒酸铒是一种无机化合物，化学式为Er2(SeO4)3，存在无水物和八水合物。

## 制备及性质
将氧化铒溶于硒酸，从溶液中可结晶出单斜晶系的硒酸铒八水合物：
Er2O3 + 3 H2SeO4 + 5 H2O → Er2(SeO4)3·8H2O
硒酸铒八水合物加热先脱水，得到无水物，继续加热得到亚硒酸铒，并最终得到氧化铒。
它在水溶液中可以和M2SeO4结晶出复盐，如K3Er(SeO4)3·nH2O和NH4Er(SeO4)2·3H2O等。